# Tradice

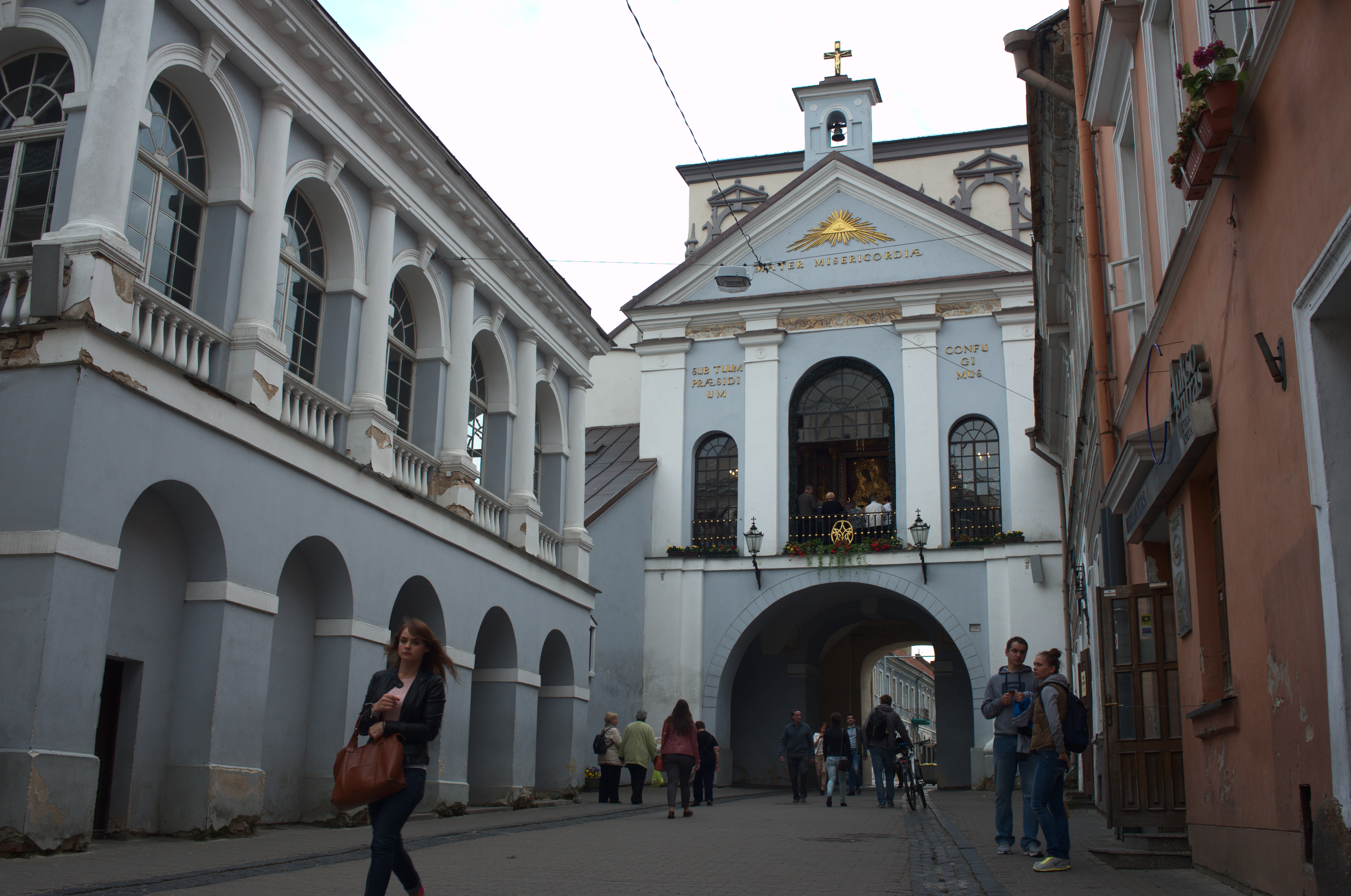
Svatyně Panny Marie v hlavním chrámu ve Vilniusu.

Tradice je antropologický, religionistický a sociologický pojem, který se snaží vystihnout skutečnost, že společenské instituce, způsoby myšlení a formy lidské zkušenosti jsou odevzdávané z generace na generaci, a tedy existují dřív, než se člověk narodí. Přesto, že jsou tedy kulturně specifické, společnost od společnosti se liší, mají, jak popsali Peter Berger s Thomasem Luckmannem, povahu objektivní skutečnosti. V tomto smyslu mají všechny společnosti na světě své tradice a v tomto smyslu se pojem tradice velmi blíží pojmu kultury. Vždy je ale v případě tradice třeba pracovat s tímto generačním přenosem. Například sociolog Edward Shils vymezuje přenosem přes tři generace tradici vůči módě. Móda také poskytuje vzorce pro jednání a odívání, ale nemá trvalost mezigeneračního přenosu. Tento přenos je zachycen již v latinském slově tradere, což znamená, předávat nebo podřizovat se.
Navzdory skutečnosti, že tradice váže celé společnosti s předchozími a následujícími generacemi, neuzavírá je v neměnnosti a konzervatismu. Ve srovnání s laickými předpoklady je totiž proměnlivá. Symbolické zdroje, které tradici utváří, jsou zdroje pro sociální mobilizaci. Jsou silně politické. V každé společnosti a kultuře jsou předmětem rozsáhlého vyjednávání a sporů. To je dobře vidět v dynamice orálních, čistě nepsaných tradic, jak ukázal například britský antropolog Jack Goody.
Přenos tradice je úzce spojen s pamětí. Každý symbolický zdroj musí být nesen médiem. Tím může být nějaký typ textu (vyrytý do kamene, hlíny, napsaný na pergameni, tištěný tiskem nebo existující elektronicky atd.), nějaký typ obrazu (malovaný na plátně, nebo na zdi, atd.), nebo jakýkoliv druh artefaktu (od architektury, po pracovní nástroje). Nosičem tradice je i lidské tělo s jeho návyky (technologie těla) a dovednostmi.

## Instituce, myšlenky, zkušenosti: Trojúhelník tradice

Trojúhelník tradice podle autorů Satishe Saberwala a Supriy Varmové; SABERWAL, Satish - VARMA, Supriya. "Introduction". In: iid. (eds.). Traditions in Motion: Religion and Society in History. New Delhi: Oxford University Press 2005. 1-20: 5.

V obecném sociologickém smyslu, znamená institucionalizace vytváření obecných vzorců jednání a myšlení v jakékoli společnosti a kultuře. Proto všechny společnosti jsou založeny spíše na repetici než na inovaci. Ačkoliv k té, samozřejmě, dochází kontinuálně. Kultury existují v napětí mezi tendencí ke změnám a tendencí k zachování stávajících společenských pořádků (včetně existujících společenských hierarchií a dalších mocenských vztahů).
Instituce v užším slova smyslu představují v dané společnosti zaužívané způsoby jednání a dosahování výsledků tohoto jednání (včetně nezamýšlených důsledků). Proto jsou instituce v úzkém slova smyslu propojeny s institucionalizovanými způsoby myšlení, se sociálně sdílenými představami. Sociální vzory, ale zahrnují též formy lidské zkušenosti. Někdo, kdo nevyrostl v křesťanské tradici, nebo v intenzivním kontaktu s ní, například těžko zakusí mystické setkání s Pannou Marií. Takto jsou instituce, představy a zkušenosti vzájemně propojené tak, že změna představ v průběhu času způsobí změnu s nimi svázané instituce, stejně jako promění i kulturně dostupné zkušeností.

## Faktory změn tradice
Edward Shils popsal několik faktorů, změn v tradici. Některé označil jako endogenní, tj. působící uvnitř tradice, a jiné jako exogenní, tj. působící na tradice zvenčí.

### Vnitřní
Vnitřní faktory změny v tradici tedy vychází z nitra dané tradice.

#### Racionalizace a opravy
Tento typ změn je zpravidla daný potřebami členů tradice, nejčastěji nutností inovovat používané nástroje a pracovní postupy. Pod tento typ změn Shils zahrnuje změny vytvořené institucemi zaměřenými na inovaci, nejčastější plánované nebo náhodné inovace v oblasti vědy a technologií. Ale spadají sem i reformy v náboženských tradicích a v politice.

#### Protitradiční agenda
Hodně hnutí odmítá tradicionalistický konzervatismus, a proto vědomě usilují o kulturní a mocenské změny. Samozřejmě, k uskutečnění těchto změn musí daná hnutí dosáhnout skutečného politického úspěchu.

### Vnější
Vnější faktory změn představují změny vlivem okolního sociálního, kulturního, přírodního, ekonomického a politického prostředí.

#### Změny zapříčiněné setkáním tradic
Společnosti nežijí odděleně, nevyhnutelně se setkávají. Tím pádem se setkávají i různé tradice. Tím se vzájemně ovlivňují. Sem nespadají jen technologické změny v důsledku importů, ale také například náboženský synkretismus.

#### Změny životních podmínek
I tradice musí být funkční ve vztahu ke způsobu života. Proto k výrazným proměnám tradice dochází také při změně klimatických podmínek nebo rozvoji jiného způsobu života. Například: mnohé původně kočovné společnosti, se postupně začaly usazovat a přecházely na zemědělství. Také moderní společnosti prošly řadou změn v důsledku významných technologických objevů. Vynález parního stroje, vznik průmyslu založeného na fosilních palivech a těžkého průmyslu umožněného existencí železniční infrastruktury, centralizace železničních uzlů například vedlo k migraci obyvatelstva z venkova do nových průmyslových center (tzv. urbanizace).

## (Re)konstrukce tradice
Tradice obvykle neexistují bezprostředně jen samy o sobě. Jsou to také lidmi uvědomované skutečnosti. Tento aspekt tradice je velmi dobře znám z moderní společnosti. V ní může "tradice" fungovat jako politický argument. Tak je "tradice" využívána zejména v kontextu konzervativní politiky. Asi nejznámějším případem (re)konstrukce tradice jsou nacionalismy. Nacionalismus je ideologie moderního národního státu. Tato ideologie k svému důvěryhodnému používání potřebuje rozsáhlou práci zejména Intelektuálů. Období intenzivní národotvorné činnosti jsou obecně známá pod výrazem národní obrození.
Národní obrození potřebovala dosáhnout několika věcí, a to: kodifikace národního jazyka, rekonstrukce lidové kultury a rekonstrukci národní historie.
Nacionalismy se zabývali významní badatelé jako Ernest Gellner, Benedict Anderson a Miroslav Hroch.

## Paměť a tradice
Tradice ke svému přenášení potřebuje paměťová média. Různá média ale mají odlišný dopad na možnosti zachovávání a předávání tradic. Tato média jsou materiálními nosiči tradic a jejich vliv na dynamiku tradice závisí právě na jejich stabilitě a formě jejich materiality.

### Paměť artefaktů

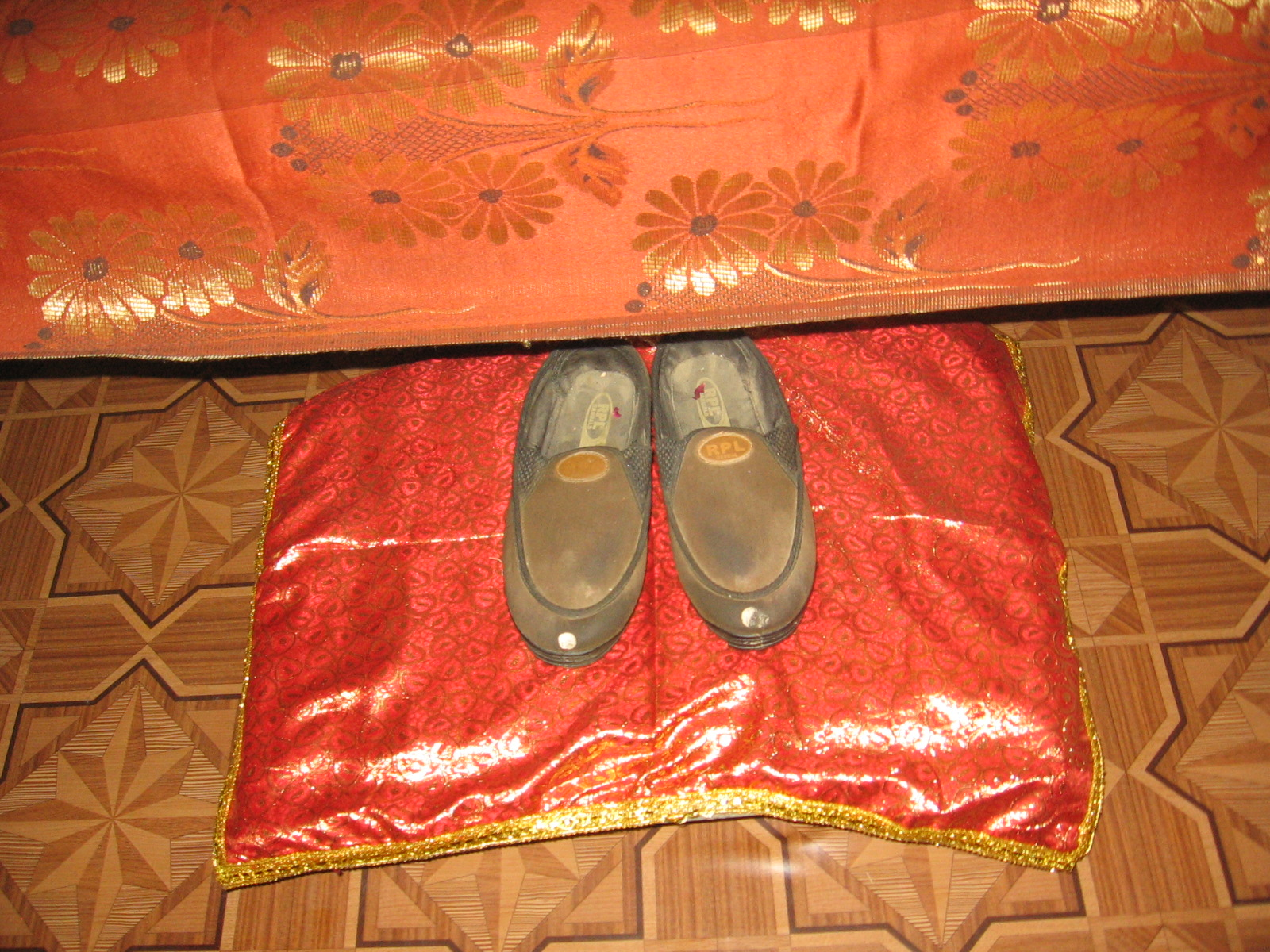
Tradice nesená artefaktem: střevíce duchovního učitele (guru) v místnosti jíž obýval.

Hmotné objekty mají díky své materialitě dobré předpoklady pro to, aby nesly tradici mnohem déle než několik generací. Skvělým příkladem jsou budovy. Většinou jsou příliš drahé na to, aby se v každé generaci bouraly a stavěly nové. Proto často nesou časem i stavební postupy a vkus dávných generací.
Ještě trvalejší je infrastruktura a topografie osídlení. Infrastrukturu je obtížné vybudovat. Stojí velké peníze a také úsilí v procesu vyjednávání s lidmi v její blízkosti, nebo s těmi, přes jejichž pozemky má vést. Organizace (topografie) sídel se navíc obtížně plánuje. Lidé osidlují a organizují místo, kde žijí, živelně. A to, jak své životní prostředí uspořádají nese následně důsledky pro další rozvoj sídel: Jak široké jsou ulice? Jak jsou domy uspořádané kolem center koncentrujících důležitou obecní, ekonomickou a politickou infrastrukturu? Jaké cesty vedou kolem a jak dlouho trvá cesta do regionálního centra obchodu a státní správy?
Stejně tak veřejně umístěné památníky, umělecké předmět nebo symboly kolektivní identity jako jsou vlajky, znaky atd. Nemělo by proto překvapit, že kolem všech těchto věcí vznikají ve společnosti politické spory.
Do této kategorie musí být umístěny i pracovní nástroje. Etnologové rádi studují tvary radlic, truhlářského náčiní, nebo podoby luků, aby mohli zkoumat technologický vývoj v různých oblastech života a šíření kulturních vlivů mezi regiony. Nástroje jsou navíc úzce spojené s lidským tělem a jeho technikami. Dnes oblíbenou oblastí antropologického, sociologického a religionistického výzkumu je tzv. vtělení (embodiment). Ten přichází s poznáním, že tělo má svou vlastní inteligenci, schopnost osvojovat si a vybavovat poznání. Důležitým badatelem v této oblasti je Thomas J. Csordas. Tělo je tedy též prostředek uchovávání a přenášení tradice. A nejde tu primárně o to, že na sobě nese krajově specifické ozdoby (například, oděv, náušnice nebo tetování), ale především o jeho nutnou součinnost s nástroji. Klasik sociologie a antropologie Marcel Mauss si v průběhu první světové války všiml, že francouzští a angličtí vojáci nebyli schopni kopat zákopy vzájemně vypůjčenými lopatkami. Divize tedy musela měnit 8000 lopatek při každé výměně francouzských a britských vojáků. Jejich těla nebyla uzpůsobena pro použití nástroje z jiné kulturní tradice.

### Paměť v orálních kulturách

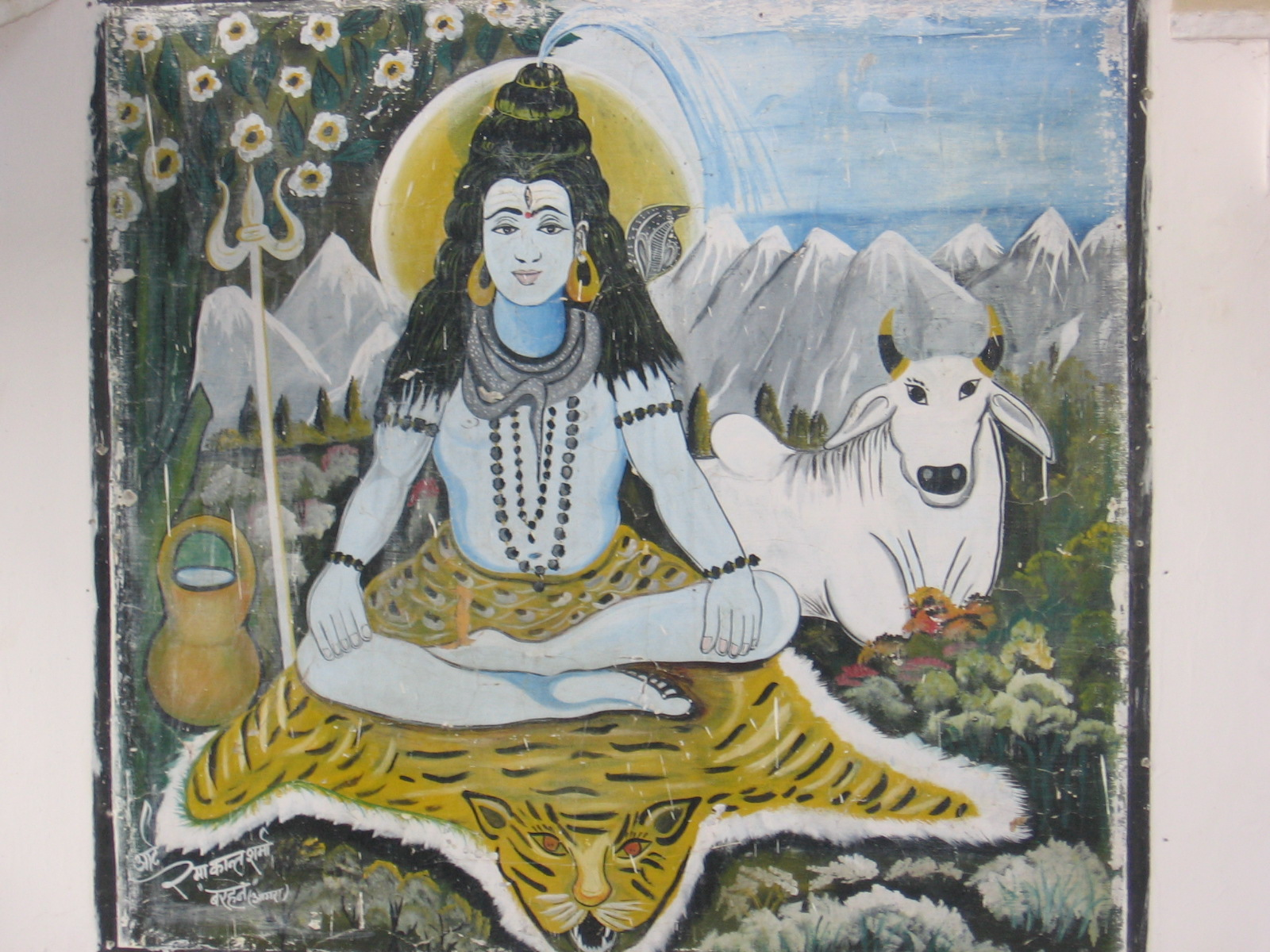
Tradice nesená obrazem: Zobrazení Pána jógy (Jógéšvary; boha Šivy) na stěně gufy, tj. poustevny obývané guruem jedné ze siddhi-jógových tradic v Indii.

Primárně orální kultury nemají písmo a musí spoléhat na to, co si lze pamatovat bez něj. Tradice v primárně orálních kulturách je proto velmi proměnlivá a vázaná na vtělení, ústně tradované genealogie, pranostiky, rčení a rituální performance. Celkově má tendenci být velmi těsně spojena se situací přednesu, práce a vykonávání rituálů, a proto se může snadno měnit.

### Psaní a tisk
Psaní na hliněné destičky, papyrus, palmové listy nebo pergamen je technologie, která dává tradicím nové možnosti přenosu a šíření. Samotné psaní umožňuje opakovaně se vracet k napsanému a tímto způsobem umožňuje vznik formální logiky, účetnictví, státní byrokracie a vědeckého myšlení. Na druhou stranu, text získává posvátnou moc a většinu inovací je třeba dělat prostřednictvím komentářů, které vytváří dojem, že všechny tyto inovace zamýšlel již autor původního textu. Nicméně studia komentářové literatury, pokud je možné ji datovat, je efektivním způsobem studia dějin myšlení.
Tisk pomocí Gutenbergova knihtisku a pozdějších technologií tisku je další velmi významnou technologickou inovací. Walter Ong nepřehání, když mluví o knihtisku jako o první moderní výrobní lince. Rozdíl mezi Gutenbergovým knihtiskem a staršími tiskovými technikami spočívá v tom, že v Gutenbergově technologii není třeba vyrývat celé stránky do jednoho kusu dřeva. Jsou totiž skládány z jednotlivých písmenek, která jsou složena do výsledné formy. Nastavení textu pro tisk je proto možné snadno měnit, a následně tisknout na papír pomocí lisu, a to v masovém měřítku.

### Elektronické kultury
Specifika elektronického pamatování podrobně analyzoval sociolog Manuel Castells. Zabýval se zvláštními vlastnostmi elektronických nosičů informace stejně, jako sociálně a mocensky specifickou architekturou internetu. Souhrnně naší současnost označil jako kulturu reálné virtuality.
Již před Castellsem John B. Thompson ukázal některé změny, které do kultury vnáší televize a rozhlas. Mluvil v této souvislosti o tzv. sekundární oralitě. Televize a rádio, na rozdíl od typografické kultury (tj. kultury rozsáhle využívající tištěný text) rehabilitovala mluvený jazyk. Tato řeč už ale byla formovaná textem a nevyužívala nadbytek řeči (redundance) a neskládala výpovědi z ustálených formulí. Tyto postupy primárně orálních kultur pomáhají paměti, ale na moderní čtenáře a posluchače působí rušivé. Řeč v sekundárně orálních kulturách též působí masově, od jednoho vysílatele informací vysílala informace hromadně masovému publiku. Jeho velikost byla věcně omezená jen jazykovými hranicemi. V rámci národního státu, ale nivelizovala místní jazykové a kulturní rozdíly. Spoluutvářela jedno stejné masové publikum s jedinou národní kulturou. To byl hlavní rozdíl ve srovnání s kulturní rozmanitostí regionů v tradičních společnostech ještě i v době tisku, jehož dopad byl omezen vysokou mírou negramotnosti.
Toto neplatí pro pozdější elektronická média. Jejich masový dopad se začíná pomalu vytrácet spolu se zavedením videorekordérů. Ty umožnily nahrát televizní vysílání a přehrát ho později, když má člověk čas. Ještě větší míru fragmentace publika způsobil internet. Ten jednak integroval různé typy médií (obraz, text, video, zvuk) do jednoho celku, jednak narušil oddělení producentů a konzumentů informací. Zejména sociální sítě umožnily, aby se původcem či zprostředkovatelem informací stal téměř každý. Zároveň umožnil vznik velmi různorodých sítí příjemců zprostředkovaného obsahu podle osobních preferencí. Dnes je módní v této souvislosti mluvit o "bublinách". Tímto způsobem se pochopitelně rozrůzňují i tradice, na něž lidé navazují. Ty, i když mají lokální povahu, mohou snadno získat globální dosah, pokud jsou globálně významnými jejich publika (rap, anime, raï, reggae atd.). Prostřednictvím internetu je možné mobilizovat sítě aktivistů a místní zvláštnosti se tím dokáží účinně obnovovat, případně dokonce globalizovat (ať už jde o krajově specifické rituály, jídlo, hudbu nebo cokoliv jiného).

## Problémy s tradicemi
S tradicemi jsou ale v kontextu moderní společnosti spojené některé problémy, které se v tzv. tradičních společnostech neobjevovaly. Jsou tedy specifické právě pro tradice v moderních společnostech s kapitalistickým uspořádáním ekonomiky (copyright) a s tím, že se reflexe tradice a tradičnosti staly součástí obchodování a politik států v oblasti cestovního ruchu (tradice a kulturní dědictví).

### Tradice a autorské právo (copyright)
Autorské právo si vyžádala kapitalistická organizace rozdělení zisku. Pokud autorské právo není jasně definované, není jasné, kdo může dostat zisky z inovací, výrobků, znalostí a umění. Logika autorského práva ale jde proti logice tradice. Jejím zásadním aspektem je sdílení. Tradiční inovace a témata jsou symbolickými zdroji, na které nikdo nemá přednostní právo. Volně se šíří od domu k domu, z jedné vesnice do druhé, mezi jednotlivými regiony. Učení se a "opisování" dobrých nápadů jsou pro fungování tradic a jejich kontinuální inovace důležité, jsou základem společenského pokroku. Nikdo nemůže přijít a říct: tato písnička nebo tato vazbu krovů je moje a nikdo jiný nežli já to nesmí použít. Taková situace je v tradičním kontextu absurdní. Ale přesně s takovými požadavky přichází autorské právo. Situace se stává neudržitelnou v případech, kdy například, farmaceutické společnosti vznáší nárok i na přírodní léky, jejichž účinky jsou "tradičně" dobře známé a běžně využívané po mnoho generací.

### Tradice a kulturní dědictví

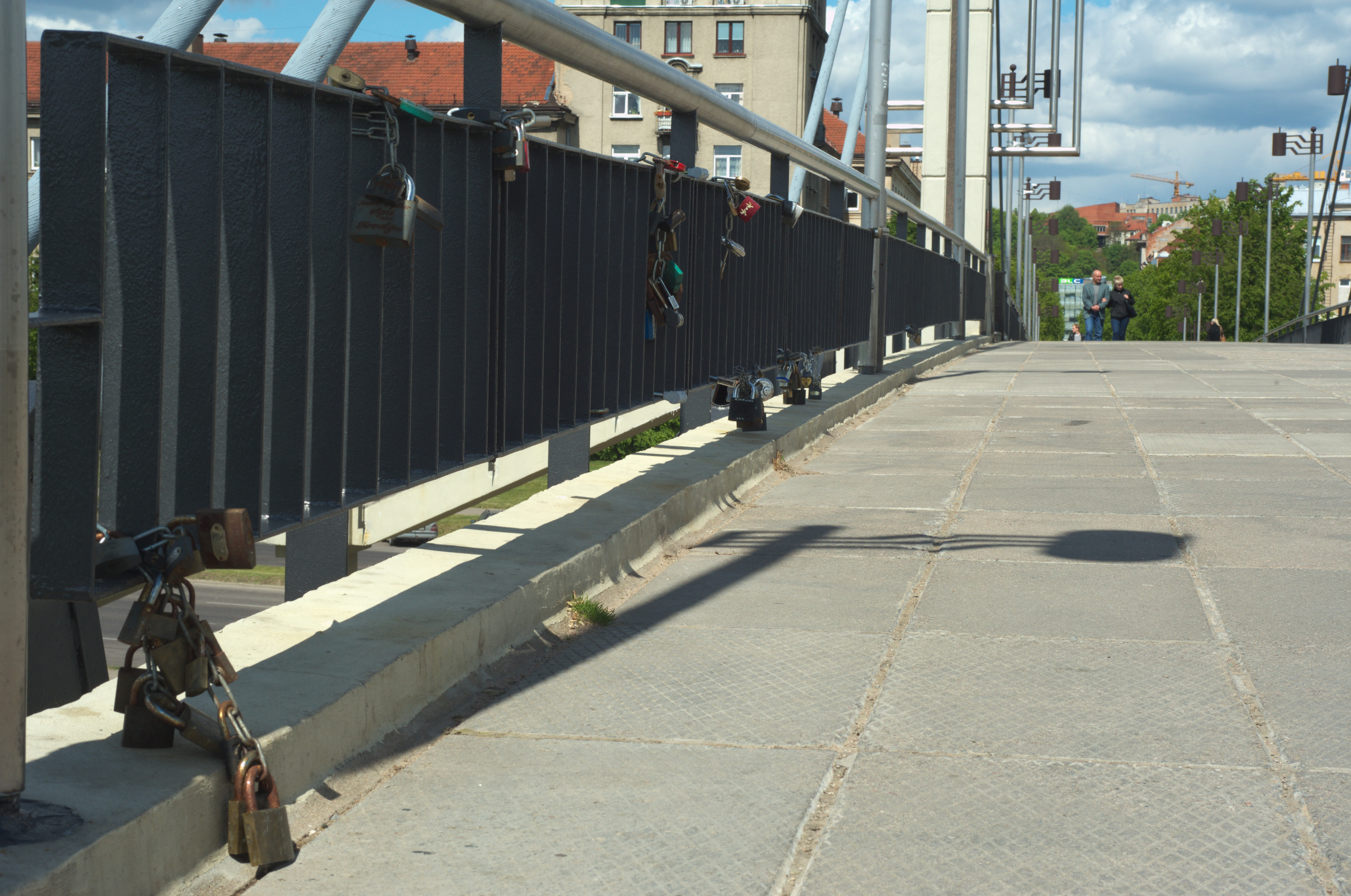
Svázáni láskou: Moderní tradice vyjadřování svázanosti láskou upevněním zámku na místě zastavení. Kaunas, Litva.

Zatímco autorské právo je v rozporu s tradicemi, protože její fungování je z principu založeno na sdílení, kulturní dědictví je ve vztahu k tradicím problematické spíše kvůli tomu, že politické úsilí o regulaci tradic chce některé tradice výběrově chránit a uchovávat. Přeloženo do jazyka kulturního dědictví se tedy tradice stává předmětem péče, upřednostňování a někdy až posvátné úcty. Stává se také prostředkem pro rozvoj cestovního ruchu. Toto "tradiční" tradice nezná. Výjimkou jsou poutní místa, která sloužila jako turistická centra, centra ekonomického přerozdělování obětí a darů, a také často centra politické moci vždy.
Nové je to, že národní státy mají potřebu něco z toho, co bylo předáno od předchozích generací uchovávat a ochraňovat z ekonomických nebo politických důvodů. Jedná se obvykle o tradiční znalosti použít například léčivých rostlin a jejich obranu proti "nájezdům" korporací, nebo o ochranu receptů, obvykle krajových jídel, nyní však vydávaných za jídla "národní", o chráněné značky, péči o "památky" a historicky významné artefakty. Stejně jako v případě památek a muzejních artefaktů či písní nebo příběhů, je však patrná významná změna použití: co kdysi bylo záležitostí každodenního použití, se stálo objektem k výjimečné prohlídce a sváteční performanci. Jinými slovy: živá tradice se stala ochraňovaným a pouze výjimečně oživovaným kulturním dědictvím.